# Rašljeva
Rašljeva (en cyrillique : Рашљева) est un village de Bosnie-Herzégovine. Il est situé dans la municipalité de Gračanica, dans le canton de Tuzla et dans la fédération de Bosnie-et-Herzégovine. Selon les premiers résultats du recensement bosnien de 2013, il compte 757 habitants.

## Démographie

### Évolution historique de la population
| 1948 | 1953 | 1961 | 1971 | 1981 | 1991 | 2013 |
| ---- | ---- | ---- | ---- | ---- | ---- | ---- |
| -    | -    | 924  | 973  | 857  | 758  | 757  |

|  |